# Villismo
Il villismo fu un movimento politico e sociale eterogeneo di carattere ruralista guidato dal generale messicano Francisco "Pancho" Villa, da cui prese il nome. Esso ricevette il sostegno di ampi settori della società perché al suo interno, e all'interno della División del Norte (l'esercito rivoluzionario comandato da Villa durante la Rivoluzione messicana) vi erano allevatori, agricoltori, minatori e contadini, anche stranieri. Il villismo aveva un ampio sostegno anche da parte dei leader sindacali e al suo interno vi era un gruppo di intellettuali che aiutarono a fondare il movimento. Il loro motto, proprio come gli alleati zapatisti, era ¡Tierra y Libertad!.
L'obiettivo principale del movimento, come dichiarato da Villa, era la riduzione delle grandi proprietà terriere e la loro ridistribuzione secondo limiti equi.